# Scott Putesky
Pour les articles homonymes, voir Mitchell et Berkowitz.
Scott Mitchell Putesky, né le 28 avril 1968 et mort le 22 octobre 2017, est un musicien américain qui fut le premier guitariste et le cofondateur de Marilyn Manson (le groupe portait alors le nom de Marilyn Manson & The Spooky Kids). Selon les périodes, il a aussi utilisé comme noms de scène Daisy Berkowitz, SMP ou Scott Mitchell.
Il était donc le deuxième membre du groupe, jusqu'à ce qu'il le quitte en 1996 pendant l'enregistrement de Antichrist Superstar.

## Biographie
Le pseudonyme de Daisy Berkowitz vient du mélange de Daisy Duke personnage de la série télévisée Shérif, fais-moi peur (The Dukes of Hazzard)) et de David Berkowitz (tueur psychopathe surnommé « Son of Sam »). Il a abandonné ce surnom après avoir quitté le groupe Marilyn Manson.
Il impressionnait Manson car c'était le premier vrai musicien avec qui il était en contact.  De plus,  il possédait déjà une expérience, ayant joué dans d'autres groupes auparavant. Il programmait également la boîte à rythmes avant l'arrivée du premier batteur et jouait un rôle très important dans l'enregistrement des chansons jusqu'à l'arrivée de Twiggy.
Pour l'enregistrement d'Antichrist Superstar, Daisy a enregistré et créé beaucoup de chansons, qui ont chaque fois été jetées par Manson et Twiggy. Manson prenait aussi un malin plaisir à détruire systématiquement tout le matériel de Daisy.  Il  se rendit compte que Twiggy faisait tout et que lui n'avait même pas participé au tiers de l'enregistrement de Antichrist Superstar. Il quitte alors le groupe en 1996 par la petite porte, Marilyn restant seul avec Twiggy pour finaliser l'album.
Il fonde le groupe Three Ton Gate en 1996.
Il meurt d'un cancer du côlon diagnostiqué en 2013,  le 22 octobre 2017 à l’âge de 49 ans.